# 411
Починається падіння Західної Римської імперії.
Римська імперія розділена на дві частини. У Східній Римській імперії триває правління Феодосія II. У Західній править Гонорій. У Китаї правління династії Цзінь. В Індії правління імперії Гуптів. У Японії триває період Ямато. У Персії править династія Сассанідів.
На території лісостепової України Черняхівська культура. У Північному Причорномор'ї готи й сармати. Історики VI століття згадують плем'я антів, що мешкало на території сучасної України приблизно з IV сторіччя. З'явилися гуни, підкорили остготів та аланів й приєднали їх до себе.

## Події
- Імператору Західної Римської імперії в Равенні доводиться вирішувати питання з узурпатором у Галлії. Він заручився підтримкою короля вестготів Атаульфа, пообіцявши йому визнати його королівство.
- Послані Гонорієм полководці убили узурпатора Геронтія в Іспанії, взяли в облогу Арль і полонили узурпатора Костянтина III, якого пізніше стратили в Равенні.
- Бургунди та галльська знать оголосили імператором Йовіна.
- Карфагенський собор для усунення розбіжностей між кафоличними християнами і донатистами.